# ドルイドの歌
『ドルイドの歌』(原題：The Druid's Tune)はO・R・メリングの処女作にあたるジュブナイル小説。
ローズマリーとジェイムズの姉弟は叔父母の家の使用人ピーターの魔法に巻き込まれ、過去のアイルランドと似て非なる、説話『トイン(クーリーの牛争い)』の世界で目覚める。二人は登場人物の一員としてメーヴ女王やクーフーリンといった伝説上の人物と交流し、この説話を追体験する。
1984年ヤングアダルト・カナディアン・ブック・オブ・ザ・イヤー賞受賞。

## 背景
メリングはアイルランドのダブリンで生まれ、カナダのオンタリオ州トロントで育った。彼女は自身をカナダの作家であると自認していたが、『ドルイドの歌』の執筆はアイルランドのリートリム県バリナモールで行った。トロントで[ファンタジー小説の執筆に必要な]魔法的な感覚を得ることは難しいが、アイルランドではこれがそこここに満ちており心から感じ取ることができる、と彼女は説明している。『トイン』の世界を題材としたこの物語の執筆にはアイルランドの鉄器時代に関する相当の調査が必要となり、彼女は執筆におおよそ一年を要した。
無名の作者の処女作としては珍しい事ではないが、『ドルイドの歌』の刊行は難航した。メリングはアメリカ・カナダ・イギリスの三国で数多くの出版社に原稿を持ち込み、リトルブラウンの児童文学コンテストでは最終選考にまで残りもしたが、刊行に結びつく事はなかった。彼女は独力での出版社との交渉を断念して代理人にこれを委ね、ついにペンギン・ブックスのカナダ支社からの刊行にこぎつけた。この時脱稿からおよそ三年が経過していた。『ドルイドの歌』は1984年にヤングアダルト・カナディアン・ブック・オブ・ザ・イヤー賞を受賞。1985年にはオンタリオ芸術財団の主催するルース・シュワルツ児童書賞において、受賞は逃すものの最終選考にまで残る。なお、メリングは4作目の『妖精王の月』で同賞を受賞し、雪辱を果たすこととなった。『ドルイドの歌』は日本語とチェコ語にも翻訳され、商業的に成功を収めた。

## あらすじ
「パパはひどい。夏休みよ。夏休みによそへやられるなんて」アイルランド行きの飛行機の中、遠ざかる空港を見つめながらローズマリーは恨めしそうに呟く。素行不良のボーイフレンドから彼女を引き離すため、夏休み中アイルランド・バリナモールの片田舎で農家を営む叔父母の手伝いをして過ごすよう父親に命じられたのだ。田舎暮らしを楽しみにする弟ジェイムズも一緒だ。
姉弟は叔父母が雇っている怪しい使用人・ピーターを好奇心から尾行する。深夜の湖のほとりで狂人さながらの様子を見せるピーターに対し、恐怖と、見るべきではないものを見てしまったバツの悪さから、二人は立ち去ろうとする。ちょうどその時、背後から人の物とは思えないピーターの悲鳴が突然轟き渡る。悲鳴が途切れると今度は呪文のような歌声が響き渡り、姉弟は意識を失った。
姉弟が目覚めたのは『トイン』の世界。アルスター国への遠征の準備に殺気立つコナハト国であった。
まったく事情のつかめない二人と遭遇したコナハトの王子メイン・ミルスコハッハ一向は彼らを不審者として母親であるメーヴ女王の下に連行する。
メーヴ女王は姉弟を遠征に先立っての生贄にするのもよいかなどとこぼして姉弟を震え上がらせるが、結局のところドルイドに判断を仰ぐ。
ドルイドのパーダル・ムルフーは、彼の風貌がピーターと瓜二つである事に驚く姉弟をよそに、彼らは女王の敵でも味方でもなく、アルスターへの遠征の好機を告げる吉兆なのだと予言する。
吉兆を待って遠征を足止めしていた女王は姉弟の到来に感謝し、とりあえず二人は命をつなぐことになった。
ローズマリーはメーヴの娘である王女フィンバールの、ジェイムズは老戦士ファーガス・マク・ロイの預かりとなり、アルスターへの遠征に同行する事になった。フィンバールは苛烈なメーヴには似ず穏やかで人懐こい気質の持ち主で、すぐにローズマリーと気心を通わせる。一方ファーガスからメーヴが使わせた間者ではないかと疑われたジェイムズは荒々しい歓迎を受けるが、じき疑いは晴れ、彼は自らを戦士として訓練するようファーガスに願い出る。すっかり『トイン』の世界になじんだジェイムズは彼らを心配しているであろう叔父母の事をきれいに忘れ去り、この世界で御者として身を立てる事を考えはじめてていた。ローズマリーはと言うと、叔父母のことを想い心を痛めていたが、一方で親しくなったフィンバールや彼女の着せてくれる豪奢な装い、メイン王子への恋心など『トイン』の世界への未練があるのも確かであった。いずれにせよ彼らをこの世界に連れ込んだピーターがいなければ現実には戻れそうもないのだ。ピーターを探しだして自分たちを現実に送り返すよう約束をとりつけ、それから少しだけこの世界で様子を見よう、という事で姉弟は意見をまとめた。

## 登場人物
ローズマリー・レディング
17歳のカナダ人の少女。厳格な父親によって素行の悪いボーイフレンド・ボブと別れるよう求められるが、これを拒んだため夏休みにアイルランドの片田舎にある叔父母の家で過ごすことを強要される。『トイン』の世界ではメーヴ女王の息子の一人である美青年メイン・ミルスコハッハから熱烈なアプローチを受けて彼と恋に落ち、ボブへの気持ちはすっかり消え去っている。弟ジェイムズが彼女には告げず消え去った際、土地鑑の全くない『トイン』の世界で彼を探し回る心優しい一面も。
ジェイムズ・レディング
ローズマリーの弟。前向きで楽観的な15歳の少年。高い適応力を持つ一方で周囲の人々の厚意には鈍感な点があり、姉からは「結婚できそうもない」と言われている。
ピーター・マーフィー
ローズマリーらがアイルランドを訪れる少し前に叔父母の家に転がり込んできた旅の楽師風の男。本人の言によれば、彼の肉体は生まれてから21年しか経過していないが、その本質は幾度となく転生を繰り返しているドルイドであるとの事。様々な世界に分断された自身の断片を探し求めており、この探求に姉弟を巻き込んでしまう。
メーヴ女王
コナハトの女王。牛を望んでアルスターへ遠征を起こしたこの物語の主導的人物。娘のフィンバールから冷ややかに「戦と人殺しと栄光が生きがい」と評される、荒々しい気質の持ち主。
メイン・ミルスコハッハ
メーヴ女王の息子。メインという同じ名前の兄弟が他にも六人おり、彼はその人当たりの良さからミルスコハッハ(蜜をまぶした言葉)という二つ名で呼ばれている。二つ名通りに浮名を流してきたようであるがローズマリーと真剣に恋に落ちる。
フィンバール
メーヴ女王の娘。気取った所のない穏やかな性格でローズマリーと友好的な関係を築く。支配的な母親が原因で自立心が養われず、彼女の言いなりとなっている。
ファーガス・マク・ロイ
本来はアルスターの出身であるが、現在はメーヴ女王に協力して祖国アルスターへの遠征に同行する老戦士。かつて王城エマン・マッハを三度焼き払ったほどの復讐心を祖国に抱える一方で、煮え切らない詰めの甘さも残している。ジェイムズに戦士の資質を見出し、本人の希望もあり彼を訓練する。
コナル・ケルナッハ
フェルグスと共にアルスターを裏切った老戦士。ジェイムズを指導する。
クーフーリン
神ルーフ・マク・エヘンの子である半神半人の英雄。17歳。朗らかで外向的な快男児だが、ひとたび闘争の狂気に身を浸すと敵と味方の区別もつかず襲い掛かる悪癖を持つ。『ドルイドの歌』では原典とは異なり彼の御者リーグは死亡しており、偶然知り合い打ち解けたジェイムズに御者の役割を果たしてもらうことになる。
イマール
クーフーリンの妻。彼にとって最高の女性であるが、二番・三番の女性もいることについては公然の秘密となっており、クーフーリンに近づく女性を嫉妬深く監視している。
ファーディア
クーフーリンと堅い絆で結ばれた義理の兄。メーヴ女王によってクーフーリンとの決闘を強いられる。いずれも劣らぬ激闘を繰り広げるが、クーフーリンの必殺の武器、ゲー・ボルガ(『ドルイドの歌』では革で作られた球であり、敵の身体にぶつかると球ははじけてその中から何百もの小さなトゲが飛び出し、犠牲者の身体の隅々にまで毒を送り込む)によって命を失う。

## 書評
児童文学の研究家神宮輝夫は「既訳の『妖精王の月』『歌う石』より以前の作品であるためであろう、ケルト的神秘の雰囲気が不足で、話の運びにご都合主義が目につく。それだけ、戦闘場面、英雄的行動、男女の愛、友情などが、やや誇張されて描かれ、読みやすい楽しさを生み出している。三冊の中では、いちばん読みやすく面白い。」と評している。

## 書誌情報
- O・R・メリング 著、井辻朱美 訳『ドルイドの歌』講談社、1997年。ISBN 4062084732。